# 尾花沢橋
尾花沢橋（おばなざわばし）は、山形県尾花沢市に架かる橋。

## 概要
国道13号尾花沢バイパスが通り、丹生川に架かる。1984年に架橋。橋のすぐ西側には東北中央自動車道が隣接している。
橋のすぐそばには丹生川ふれあい広場があり、親水公園として整備されている。芋煮会なども楽しむことができ、約70台駐車可能。